# Patrick Hertweck

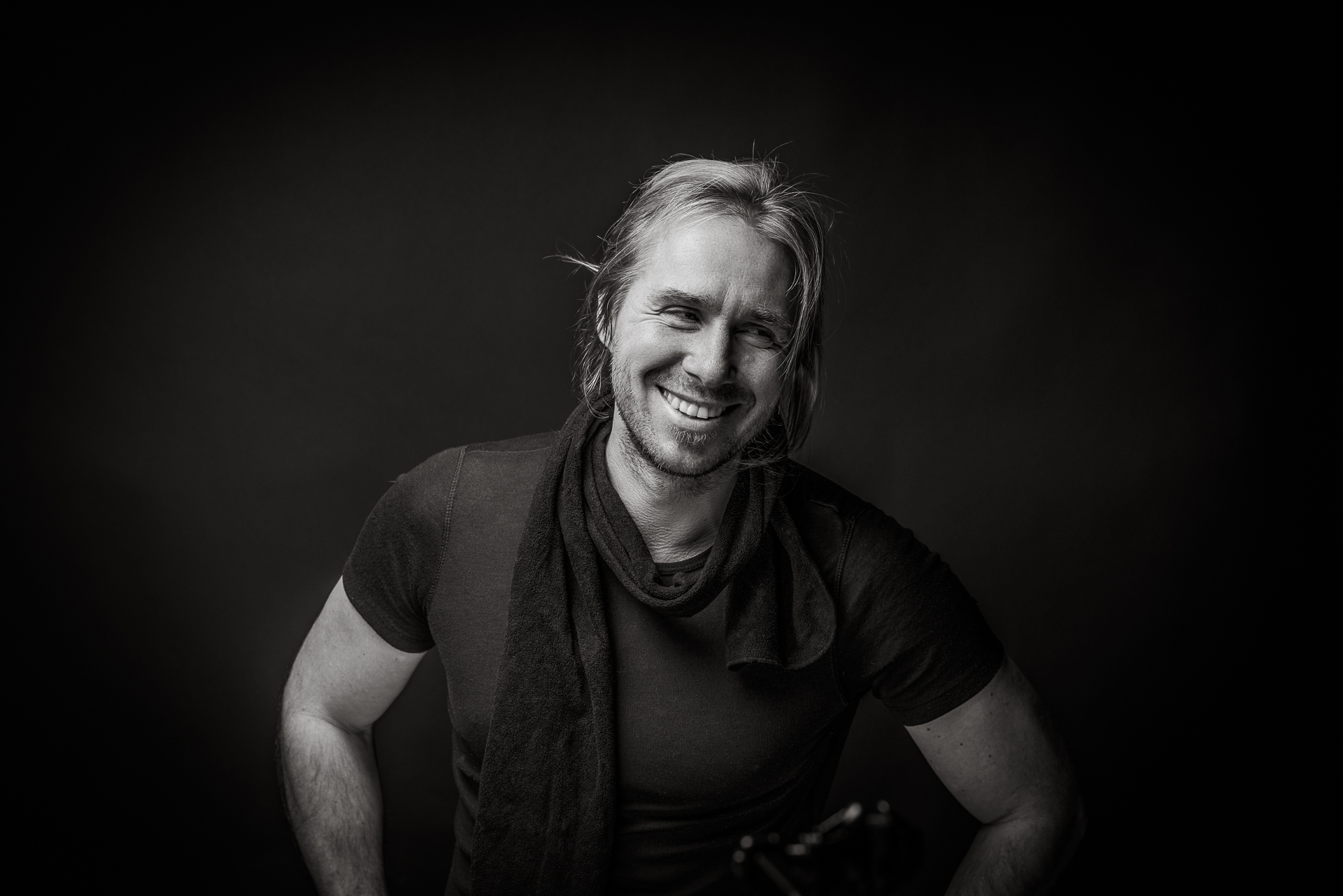
Patrick Hertweck (2016)

Patrick Hertweck (* 1972 in Baden-Baden) ist ein deutscher Kinder- und Jugendbuchautor.

## Leben
Patrick Hertweck wurde 1972 in Baden-Baden geboren und wuchs später in der Kreisstadt Gaggenau im Murgtal auf. Nach dem Abitur an der Handelslehranstalt in Rastatt bereiste er mit dem Fahrrad viele Gegenden Europas, arbeitete danach im Management eines Medienunternehmens und beschloss irgendwann, seine heimliche Passion zum Beruf zu machen. Seither lebt und arbeitet der Vater von drei Söhnen als freier Schriftsteller an der Schweizer Grenze unweit von Basel. Sein Debütroman Maggie und die Stadt der Diebe wurde mit dem zweiten Platz beim LovelyBooks Leserpreis 2015 ausgezeichnet.

## Bücher
- Maggie und die Stadt der Diebe. Thienemann-Esslinger Verlag, Stuttgart 2015, ISBN 978-3-522-18403-8.
- Tara und Tahnee – Verloren im Tal des Goldes. Thienemann-Esslinger Verlag, Stuttgart 2020, ISBN 978-3-522-18467-0.
- Der letzte Rabe des Empire. Thienemann-Esslinger Verlag, Stuttgart 2021, ISBN 978-3-522-20264-0.

## Auszeichnungen
- LovelyBooks Leserpreis für Maggie und die Stadt der Diebe (2. Platz beim LovelyBooks-Leserpreis 2015 in der Kategorie Kinderbuch[2])